# Witzenhausen
Witzenhausen is een stad en gemeente in de Duitse deelstaat Hessen, gelegen in de Werra-Meißner-Kreis. De stad telt 15.003 inwoners. In de stad bevindt zich ook een campus van de Universiteit Kassel.

## Geografie
Witzenhausen heeft een oppervlakte van 126,69 km² en ligt in het centrum van Duitsland, iets ten westen van het geografisch middelpunt.

## Plaatsen in de gemeente Witzenhausen
Naast de kernstad Witzenhausen bestaat de stad uit de volgende kernen:
- Albshausen (69 inwoners)
- Berlepsch-Ellerode-Hübenthal (132 inwoners)
- Blickershausen (293 inwoners)
- Dohrenbach (Luftkurort) (657 inwoners)
- Ellingerode (344 inwoners)
- Ermschwerd (1189 inwoners)
- Gertenbach (ca. 1000 inwoners)
- Hubenrode (191 inwoners)
- Hundelshausen (1365 inwoners)
- Kleinalmerode (925 inwoners)
- Neuseesen (97 inwoners)
- Roßbach (825 inwoners)
- Unterrieden (914 inwoners)
- Wendershausen (831 inwoners)
- Werleshausen (503 inwoners)
- Ziegenhagen (716 inwoners)

Bad Sooden-Allendorf · Berkatal · Eschwege · Großalmerode · Herleshausen · Hessisch Lichtenau · Meinhard · Meißner · Neu-Eichenberg · Ringgau · Sontra · Waldkappel · Wanfried · Wehretal · Weißenborn · Witzenhausen